# Royal Victoria (DLR)

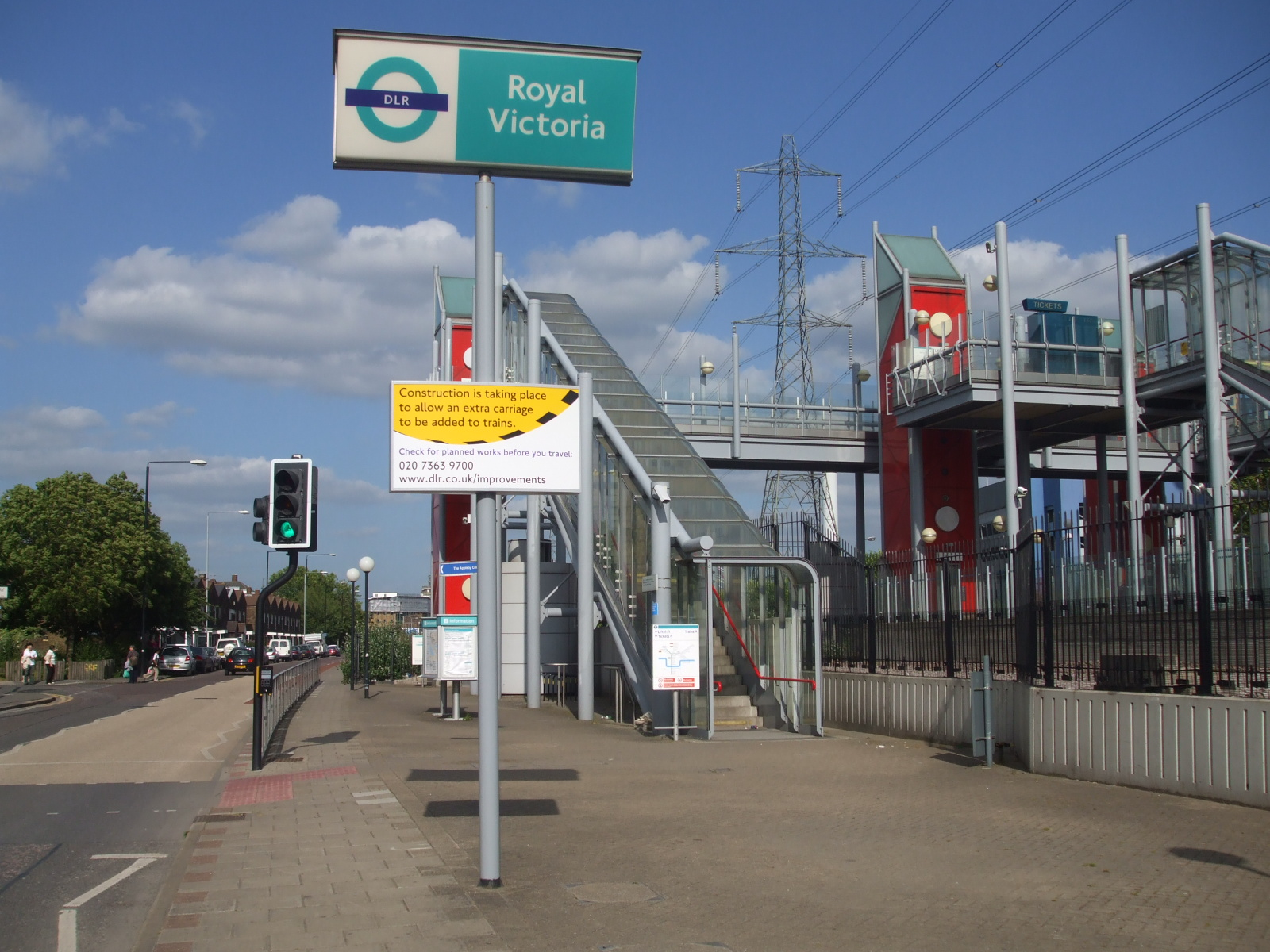
Station Royal Victoria

Royal Victoria ist eine Station der Docklands Light Railway (DLR) im Londoner Stadtbezirk London Borough of Newham. Sie liegt in der Tarifzone 3 an der Victoria Dock Road im Stadtteil Canning Town. Der Name stammt vom mittlerweile geschlossenen Royal Victoria Dock.
Eröffnet wurde die Station am 28. März 1994, zusammen mit der Zweigstrecke in Richtung Beckton. Parallel zur DLR-Strecke verläuft die ehemalige Trasse der North London Line, die am 9. Dezember 2006 stillgelegt wurde. Die Züge dieser Eisenbahnlinie hielten jedoch nicht in Royal Victoria, da es keinen zusätzlichen Bahnsteig gab. Etwa 200 Meter weiter westlich befand sich einst der Bahnhof Tidal Basin. Er war im Februar 1858 von der Eastern Counties and Thames Junction Railway eröffnet worden und wurde am 15. August 1943 wegen irreparabler Schäden durch Fliegerbomben geschlossen.
Seit dem 28. Juni 2012 besteht eine Übergangsmöglichkeit zur Station Royal Docks der Themse-Gondelbahn London Cable Car.